# Oratorio della Misericordia (Montelupo Fiorentino)
L'oratorio della Misericordia o dello Spirito Santo è una chiesa di Montelupo Fiorentino.

## Storia e descrizione
Già Oratorio dello Spirito Santo, il suo interno è un'ampia e luminosa aula settecentesca foderata nelle pareti da una boiserie in legno, probabilmente ottocentesca.
Sull'altare, il dipinto rappresentante il Salvator Mundi tra vari santi (1614) è firmato da Ulisse Ciocchi, allievo del Poccetti. 
In controfacciata si trova invece una tela seicentesca rappresentante la Vergine Assunta adorata dai santi Giovanni Battista e Francesco, Dionigi, Martino di Tours e Pietro martire di Lorenzo Lippi. Il dipinto, proveniente dalla Compagnia del Santissimo Sacramento, reca sul retro una scritta «Del Sig. Diacinto Marmi fatto dal S.r Lorenzo Lippi» ed è databile al sesto decennio del Seicento. La composizione riprende modelli del primo Cinquecento ai quali unisce un naturalismo temperato, tipico del pittore.